# Molophilus variistylus
Molophilus variistylus är en tvåvingeart som beskrevs av Alexander 1927. Molophilus variistylus ingår i släktet Molophilus och familjen småharkrankar. Inga underarter finns listade i Catalogue of Life.